# دهستان زاوکوه
دهستان زاوکوه نام دهستانی در بخش مرکزی شهرستان کلاله، استان گلستان در ایران است. براساس سرشماری مرکز آمار ایران در سال ۱۳۸۵، جمعیت آن ۲۳۶۱۰ نفر (۴۸۶۳ خانوار) بوده‌است.